# Carlo Dionisotti
Carlo Dionisotti (* 9. Juni 1908 in Turin; † 22. Februar 1998 in London) war ein italienischer Romanist und Italianist, der in England wirkte.

## Leben und Werk
Dionisotti promovierte 1928 an der Universität Turin bei Vittorio Cian, konnte aber als Antifaschist in Italien nicht Karriere machen.  Er ging 1947 auf Einladung von Alessandro Passerin d’Entrèves als Lektor an die Universität Oxford. Von 1949 bis 1970 war er Professor für Italienisch am Bedford College der University of London. 1958 war er Mitbegründer der Zeitschrift Italia medioevale e umanistica und 1973 Mitbegründer des Museo storico etnografico della Bassa Valsesia in Romagnano Sesia.
Dionisotti war ab 1964 Mitglied der Accademia dei Lincei und ab 1972 der British Academy. Er erhielt 1982 zusammen mit Vittore Branca den Antonio-Feltrinelli-Preis. Er war Ehrendoktor der Universität Kalabrien (1994). Sein Grab ist in Romagnano Sesia.
Die Latinistin Carlotta Dionisotti und die Schauspielerin Paola Dionisotti sind seine Töchter.

## Werke

### Zu Lebzeiten
- (Hrsg.) Pietro Bembo, Prose della volgar lingua, Turin 1931
- (Hrsg.)  Pietro Bembo, Gli Asolani e le Rime, Turin 1932
- (Hrsg.) Giovanni Guidiccioni, Orazione ai nobili di Lucca, Rom 1945, Mailand 1994
- Indici del Giornale Storico della letteratura italiana. Volumi 1-100 e supplementi (1883-1932), Turin 1948
- (Hrsg. mit Cecil Grayson) Early Italian texts, Oxford 1949, 1972
- (Hrsg.) Maria Savorgnan/Pietro Bembo, Carteggio d'amore 1500-1501, Florenz 1950
- (Hrsg.) Prose e rime di Pietro Bembo, Turin 1960, 1978, 1992
- Geografia e storia della letteratura italiana, Turin 1967, 1991
- Gli umanisti e il volgare fra Quattro e Cinquecento, Florenz 1968; hrsg. von Vincenzo Fera, Mailand 2003
- Machiavellerie, Turin 1980
- The uses of Greek and Latin. Historical essays, London 1988
- Appunti sui moderni. Foscolo, Leopardi, Manzoni e altri, Bologna 1988
- Ricordo di Arnaldo Momigliano, Bologna 1989
- Natalino Sapegno dalla Torino di Gobetti alla cattedra romana con un appendice di scritti di Natalino Sapegno, Turin 1994
- Appunti su arti e lettere, Mailand 1995
- Aldo Manuzio. Umanista e editore, Mailand 1995

### Postume Veröffentlichungen
- Ricordi della scuola italiana, Rom 1998
- Scritti sul Bembo, hrsg. von Claudio Vela, Turin 2002
- Lezioni inglesi, hrsg. von Tiziani Provvidera, Turin 2002
- Un professore a Londra. Studi su Antonio Panizzi, hrsg. von Giuseppe Anceschi, Novara 2002
- Boiardo e altri studi cavallereschi, hrsg. von Giuseppe Anceschi und Antonia Tissoni Benvenuti, Novara 2003
- Scritti sul fascismo e sulla Resistenza, hrsg. von Giorgio Panizza, Turin 2008
- Scritti di storia della letteratura italiana, hrsg. von Tania Basile, Vincenzo Fera und Susanna Villari, 3 Bde., Rom 2008–2010